# Albești (okręg Buzău)
Albești – wieś w Rumunii, w okręgu Buzău, w gminie Smeeni. W 2011 roku liczyła 889 mieszkańców.